# Raymond Loewy
Raymond Fernand Loewy (n. 5 noiembrie 1893, Paris, Franța  - d. 14 iulie 1986, Monte Carlo, Monaco) a fost un designer american de origine franceză. Este considerat părintele designului modern industrial, autor de logo-uri, desene și modele industriale și mărci poștale. Născut în Franța în 1919, Loewy a emigrat în Statele Unite și a acceptat cetățenia acestei țări în 1938.